# Sindhi rouge
La sindhi rouge est une race bovine pakistanaise. (Red sindhi en anglais, mais aussi red Karachi ou encore malir au Baloutchistan)

## Origine
Elle est issue de la province de Sind au Pakistan. Des zébus y sont élevés depuis plusieurs milliers d'années, cousins de ceux élevés en Inde. 
Exportés en 1954 en Australie, ils étaient destinés à la production de lait en zone tropicale, mais ont finalement contribué à créer des troupeaux métis avec des races européennes pour la production de viande.

## Morphologie
Elle porte une robe rouge, avec des possibilités de nuances du fauve clair au brun foncé. Les mâles sont généralement plus foncés. Les muqueuses sont noires. Les cornes sont courtes en croissant et les oreilles larges sont pendantes. Le garrot des mâles est surmonté d'une bosse caractéristique des zébus. C'est une race de petite taille. Les vaches mesurent 116 cm pour 340 kg et lea taureaux 134 cm pour 420 kg.

## Aptitudes
C'est une race laitière à production secondaire de viande. La vache donne entre 1700 kg de lait par lactation (élevage traditionnel) et 3400 kg. (en station avec nourriture abondante) 
Elle a développé une adaptation façonnée par plusieurs millénaires de sélection naturelle dans un environnement difficile et changeant.
- Résistance aux parasites (tiques...) et aux maladies qu'ils véhiculent.
- Résistance à la chaleur.
- Aptitude à utiliser tout type de fourrage même médiocre.

C'est une race abondamment utilisée en croisement:
- Avec des races laitières (jersiaise, brown swiss, holstein...) elle donne une race bonne laitière adaptée à la zone tropicale.
- Avec des races bouchères européennes, elle donne des veaux à croissance rapide abondamment nourris avec le lait maternel et à carcasse de bonne conformation conférée par l'ascendance européenne.